# Yvonne Karrasch
Yvonne Fillgert, född Karrasch, 25 december 1975 i Hamburg är en tysk handbollstränare och före detta handbollsspelare.

## Karriär
Yvonne Karrasch, som var kantspelare, började spela handboll för Niendorfer TSV och därefter för TSV Ellerbek.  Hon spelade sedan från 1995 till 1998 i elitklubben Buxtehuder SV, där hon antecknades för 174 mål på 65 matcher. 1998 flyttade hon till Bayer 04 Leverkusen.  På sommaren 2009 flyttade hon till TuS Lintfort där hon spelade till 2015. Med Leverkusen vann hon tyska cupen 2002 och Leverkusen var ett topplag i bundesliga. Hon spelade också i flera olika europeiska cuper och vann Challenge Cup 2005.
Yvonne Fillgert hade en kort landslagskarriär och spelade bara 35 matcher i Tysklands damlandslag i handboll. Därav var fem i världsmästerskapet i handboll för damer 1997. Hon bidrog med 14 mål till lagets tredjeplats. Det blev hennes främsta merit. Efter spelarkarriären blev hon tränare. Från 2019 till 2022 var hon tränare på TV Aldekerk. 2023 blev hon tränare för SV Neukirchens damlag i handboll.

## Meriter i klubblag
- Vinnare tyska cupen 2002 med  Bayer 04 Leverkusen
- Vinnare EHF Challenge Cup 2005 med  Bayer 04 Leverkusen